# Thorvald Nicolai Thiele
Thorvald Nikolai Thiele, född 24 december 1838 i Köpenhamn, död där 26 september 1910, var en dansk matematiker och astronom. Han var son till Just Mathias Thiele och far till Holger Thiele. 
Thiele vann 1859 Köpenhamns universitets guldmedalj, tog 1860 magisterkonferens och 1867 filosofie doktorsgrad. Han blev 1861 assistent vid astronomiska observatoriet och var 1875–1907 professor i astronomi vid Köpenhamns universitet. Han stiftade 1872 Mathematisk forening och 1901 Aktuarforeningen. 
Som astronom gjorde Thiele tidigt iakttagelser över dubbelstjärnors omloppsbana. Även som matematiker verkställde han intressanta och mycket originella forskningar, men hans huvudarbeten var Almindelig Iagttagelseslære (1889; hans Elementære Iagttagelseslære 1897 översattes 1903 till engelska) och Interpolationsrechnung (1909). Med stor iver sökte han freda resterna av Tycho Brahes byggnader på Ven. Han blev ledamot av Fysiografiska sällskapet i Lund 1885.
Asteroiderna 843 Nicolaia och 1586 Thiele är uppkallade efter honom.